# Вікі Габор
Вікторія «Вікі» Габор (пол. Wiktoria «Viki» Gabor; нар. 10 липня 2007, Гамбург, Німеччина) — польська попспівачка ромського походження.
Фіналістка другого сезону польської версії співочого шоу «Голос. Діти» на телеканалі «TVP2» (2019) та переможниця дитячого Євробачення 2019 року.

## Біографія
Вікторія народилася в німецькому Гамбурзі в сім'ї польських ромів. Певний час проживала на навчалася у Великій Британії. Нині проживає у Кракові. Навчається у краківській школі №37.

## Музична кар'єра
У фіналі другого сезону польської версії співочого шоу «Голос. Діти» у 2019 році посіла друге місце.
16 серпня 2019 року вона виконала пісню під час концерту «Young Choice Awards» на 53-му фестивалі в Сопоті. Влітку взяла участь у програмі «Шанс на успіх». 29 вересня того ж року виграла польський відбір на Дитяче Євробачення і стала представником країни на конкурсі з піснею «Superhero». 24 листопада вона виграла конкурс, набравши в цілому 278 балів, у тому числі 166 балів у глядачів (1 місце) та 112 балів у журі (2 місце).

## Дискографія

### Сингли
| Рік                                              | Назва                   | Найвищий рейтинг | Найвищий рейтинг      | Найвищий рейтинг | Сертифікат        | Продажі        | Альбом |
| Рік                                              | Назва                   | POL (airplay)    | POL (airplay nowości) | POL (airplay TV) | Сертифікат        | Продажі        | Альбом |
| ------------------------------------------------ | ----------------------- | ---------------- | --------------------- | ---------------- | ----------------- | -------------- | ------ |
| 2019                                             | Time                    | –                | –                     | –                |                   |                | –      |
| 2019                                             | Superhero               | 1                | 2                     | 1                | - POL: 2× Платина | - POL: 40 000+ | –      |
| 2020                                             | Ramię w ramię (з Kayah) | 4                | 2                     | –                |                   |                | –      |
| „–” означає, що сингл не був внесений до списку. |                         |                  |                       |                  |                   |                |        |

### Відеокліпи
| Рік  | Назва             | Режисер               | Джерело |
| ---- | ----------------- | --------------------- | ------- |
| 2019 | Time              | Себастіан Велдич      | [ 18 ]  |
| 2019 | Superhero         | Паскаль Павлішевський | [ 19 ]  |
| 2019 | Impreza Halloween | Studio Tymbark        | [ 20 ]  |
| 2020 | Ramię w ramię     | Себастіан Велдич      | [ 21 ]  |

## Нагороди та номінації
| Рік  | Конкурс/Програма                | Категорія                    | Результат  | Джерело |
| ---- | ------------------------------- | ---------------------------- | ---------- | ------- |
| 2019 | The Voice Kids (Голос. Діти)    | II місце                     | 2-ге місце | [ 22 ]  |
| 2019 | Дитяче Євробачення              | Національні відбіркові тури  | Перемога   | [ 23 ]  |
| 2019 | Дитяче Євробачення              | Фінал                        | Перемога   | [ 3 ]   |
| 2019 | Top Of The Top Sopot Festival   | Юний виконавець              | Номінація  | [ 24 ]  |
| 2020 | Fryderyki 2020                  | Фонографічний дебют року     | Номінація  | [ 25 ]  |
| 2020 | Fryderyki 2020                  | Пісня року («Superhero»)     | Номінація  | [ 25 ]  |
| 2020 | Fryderyki 2020                  | Відеокліп року («Superhero») | Номінація  | [ 25 ]  |
| 2020 | Nickelodeon Kids’ Choice Awards | Юлюблена польська зірка      | Номінація  | [ 26 ]  |